# Movistar
Movistar este un furnizor major de telecomunicație deținut de Telefónica, operând în Spania și țările hispano-americane. Este cel mai mare furnizor de telefonie fixă, broadband, servicii mobile și televiziune prin plată (Movistar Plus+) în Spania. Movistar este al doilea cel mai mare operator de telefonie mobilă din Mexic, cu 25,8 milioane de abonați din ianuarie 2020.